# Cazzano Sant'Andrea
Cazzano Sant'Andrea är en ort och kommun i provinsen Bergamo i regionen Lombardiet i Italien. Kommunen hade 1 661 invånare (2018).